# Chrystyjanśkyj szlach
Chrystyjanśkyj szlach (ukr. Християнський шлях) – ukraiński emigracyjny tygodnik religijno-społeczny, wydawany od 6 stycznia 1946 dla ukraińskich uchodźców przebywających w obozach dipisów w Niemczech.
Początkowo wydawano go w obozie Karlsfeld koło Monachium, a od maja 1946, wraz z przeniesieniem obozu, w Mittenwald. Wydawcą była obozowa parafia Ukraińskiej Cerkwi Greckokatolickiej. Początkowo wydawano tygodnik pisany ręcznie przez kalkę, a od kwietnia jako litografię.
Czasopismo było redagowane przez kolegium redakcyjne, w skład którego wchodził m.in. Stepan Baran.

## Literatura
- «Християнський шлях», чч. 1-48, Карльсфельд—Міттенвальд, 1946.